# Ordnungspolizei
L'Ordnungspolizei en français : « Police de l’ordre (public) », abrégée en OrPo ou Orpo, dite aussi Grüne Polizei (en raison de la couleur de ses uniformes), était la police allemande du Troisième Reich, de 1936 à 1945, chargée du maintien de l'ordre public.

## Historique
Par un décret du Führer du 17 juin 1936, Heinrich Himmler, Reichsführer-SS (RFSS), est nommé chef de la police allemande au sein du ministère de l'Intérieur du Reich. Cette décision place l'ensemble des forces de la police allemande du IIIe Reich sous l’autorité du chef de la Schutzstaffel (SS). Le premier décret publié par le RFSS et chef de la police allemande en date du 26 juin 1936 précise la nouvelle organisation de la police qui distingue l’Ordnungspolizei (Orpo, police régulière) de la Sicherheitspolizei (Sipo ou police de sécurité). L’Orpo assure les missions de maintien de l’ordre de la police régulière en uniforme alors que la Sipo regroupe la Gestapo, police secrète d’État, et la Kripo, police criminelle d’investigation. La Gestapo est composée d’enquêteurs professionnels qui s’occupent des tâches relevant de la police politique ; la Kripo, quant à elle, poursuit une mission classique de lutte contre la criminalité. En septembre 1939, la Sipo est regroupée avec le service de renseignement et de sécurité de la SS, le Sicherheitsdienst, pour former le Reichssicherheitshauptamt ou RSHA, sous la direction de Reinhard Heydrich. Le RSHA symbolise l’interconnexion entre la SS, organisation du parti nazi, et les forces de police, relevant des compétences de l’État.

## Organisation
L’Orpo est placée sous le commandement de Kurt Daluege, nazi des premiers jours, SS-Oberst-Gruppenführer und Generaloberst der Polizei (équivalent en France à général d'armée ou, ailleurs, de « général quatre étoiles »), qui relève directement de l’autorité de Heinrich Himmler, non seulement Reichsführer-SS mais aussi Chef der Deutschen Polizei. En 1943, Daluege, malade, cède le commandement exécutif de l'Orpo au SS-Obergruppenführer und General der Polizei Alfred Wünnenberg ancien commandant de la 4e division SS « Polizei » ; toutefois Daluege reste le chef en titre de l'Orpo jusqu'à la fin de la guerre.
En 1941, l’Orpo est répartie entre différents services couvrant tous les aspects du maintien de l’ordre en Allemagne.

### Direction centrale
Le Hauptamt Ordnungspolizei est la direction centrale de l’Ordnungspolizei au ministère de l'Intérieur du Reich. Il est placé sur le même plan hiérarchique que les autres directions centrales de la SS et de la police sous l'autorité de Himmler (Personlicher Stab Reichsführer-SS, SS-Hauptamt, SS-Führungshauptamt, Rasse- und Siedlungs-Hauptamt, Hauptamt SS-Gericht, SS-Personalhauptamt, Wirtschafts- und Verwaltungshauptamt, Dienststelle SS-Obergruppenführer Heissmeyer, Hauptamt Volksdeutsche Mittelstelle, Hauptamt Reichskommissar für die Festigung Deutschen Volkstums et le Reichssicherheitshauptamt qui est la direction centrale de la Sipo et du SD au ministère de l'Intérieur du Reich).

### Maintien de l’ordre
La Schutzpolizei (police de protection) est la police chargée du maintien de l’ordre en secteur urbain. Elle comprend deux branches :
- la Schutzpolizei des Reiches ou police nationale qui s’occupe des villes principales et assure le service dans les commissariats (revierdienst) ; elle dispose également d’unités cantonnées dans des casernes pour les interventions de maintien de l’ordre en cas d’émeutes ou de manifestations (Kasernierte Polizei) ;
- la Schutzpolizei der Gemeinden ou police municipale, qui est responsable du maintien de l’ordre dans les villes de petite taille.

### Gendarmerie
La Gendarmerie ou police rurale est chargée du maintien de l’ordre dans les villages, les districts ruraux et les zones montagneuses. Ses membres sont surtout utilisés dans la lutte contre le braconnage et comme troupes de montagne pour la défense intérieure.
Avec le développement du réseau d’autoroutes en Allemagne, des compagnies motorisées de gendarmerie sont créées en 1937 afin d’assurer la sécurité du trafic.

### Administration et police administrative
La Verwaltungspolizei est la branche administrative de l’Orpo et dispose d’une autorité générale sur tous les bureaux de police de l’Orpo. La Verwaltungspolizei est également chargée de la centralisation des archives. Elle contrôle diverses polices administratives spécialisées comme la Gesundheitspolizei (police de la santé), la Gewerbepolizei (police du commerce), et la Baupolizei (police de la construction).
Dans les villes grandes ou moyennes, la Verwaltungspolizei, la Schutzpolizei et la Kriminalpolizei sont regroupées au sein d'administrations de police (Polizeiverwaltungen) : « Polizeiprasidium » ou « Polizeidirektion » qui coordonnent l’ensemble des forces de police de leur district. Ces administrations de police sont dirigées par des préfets de police (Polizeiprasident) ou des directeurs de police (Polizeidirektor) qui sont de hauts fonctionnaires non professionnels majoritairement membres de la SS ou de la SA.

### Police de la route
La Verkehrspolizei est chargée de la police de la route en milieu urbain et sur les grands axes à l’exception des autoroutes dont la sécurité relève des compagnies motorisées de gendarmerie. Elle assure également l’escorte des dirigeants nazis parcourant de longues distances par la route.

### Police fluviale et maritime
La Wasserschutzpolizei est la garde côtière du troisième Reich. Elle est responsable de la sécurité des rivières et des fleuves, des ports et des voies d’eau intérieures. C’est de son autorité que relèvent les SS-Hafensicherungstruppen, unités de l’Allgemeine SS assignées à la sécurité des ports.

### Police ferroviaire
La Bahnschutzpolizei est composée d’officiers de police à temps partiel qui sont également employés par la Reichsbahn. Elle est chargée de maintenir la sûreté et la sécurité du réseau ferroviaire, mais aussi de lutter contre l’espionnage et le sabotage dans ce secteur.

### Police postale
La Postschutz (police postale) composée de plus ou moins 4 500 hommes est responsable de la sécurité des bureaux de poste mais aussi de celle d’autres moyens de communication comme les lignes téléphoniques et télégraphiques.

### Lutte contre les incendies
Depuis un décret du 23 novembre 1938, tous les pompiers professionnels sont incorporés au sein de l’Ordnungspolizei comme police technique sous l'appellation de « Feuerschutzpolizei ». La Feuerschutzpolizei (Police de protection contre les incendies) reprend en un seul corps toutes les brigades de pompiers professionnels, avec une structure de commandement au niveau national. L’Orpo Hauptamt a également autorité sur les Freiwillige Feuerwehren, les brigades de pompiers composées de civils volontaires et non professionnels.
Pour lutter contre les incendies déclenchés par les bombardements alliés, la Feuerschutzpolizei et les Freiwillige Feuerwehren compteront jusqu’à deux millions de membres. Quasi quotidiens, ces bombardements stratégiques font des dizaines de milliers de victimes comme à Hambourg, fin juillet et début août 1943, ou à Dresde en février 1945.

### Défense passive
Le Sicherheits und Hilfsdienst (SHD), ou service de sécurité et d’assistance est créé en 1935 comme police de protection aérienne. Il s’agit de la protection civile chargée de la défense contre les raids aériens et des secours aux victimes des bombardements, en collaboration avec le Technische Nothilfe et la  Feuerschutzpolizei.
En avril 1942, le SHD est rebaptisé  Luftschutzpolizei (police de défense aérienne).
Le réseau d’alerte en cas de raid aérien ( Luftschutzdienst) est épaulé par le Reichsluftschutzbund ou RLB, une organisation contrôlée depuis 1935 par le ministère de l’Air de Hermann Göring.

### Service technique d’urgence
Connu sous le nom TeNo, le Technische Nothilfe (service technique d’urgence) regroupe des ingénieurs, des techniciens et des spécialistes de la construction. Le TeNo avait été créé en 1919 pour maintenir en fonctionnement les services publics et les industries essentielles durant les grandes vagues de grèves. À partir des années 1930, il est renforcé afin de pouvoir faire face aux catastrophes naturelles, comme les inondations. Par un décret du 18 août 1937, le TeNo devient un service technique auxiliaire de la police sous le contrôle de l'Orpo. Fin novembre 1941, il est intégré à l’Orpo Hauptamt comme Reichsamt Teno. Vers 1943, il compte 100 000 membres.
Des commandos du Teno ont été mis sur pied dès la campagne de Pologne pour assurer le redémarrage des services publics (eau, gaz et électricité), la remise en état des ponts et des moyens de production dans les usines (machines-outils, générateurs électriques...) dans les territoires occupés par la Wehrmacht. Ces unités mobiles serviront sur tous les fronts à l'Est comme à l'Ouest comme unités du Génie de la Police.

### Police des ondes
La Funkschutz (garde de la radio) comporte du personnel de sécurité de la SS et de l’Orpo, qui doit assurer la protection des stations de radio allemandes contre des attaques ou des tentatives de sabotage. La Funkschutz est aussi le premier organisme d’enquête pour poursuivre les écoutes illégales de radios étrangères.

### Protection des usines
La Werkschutzpolizei (police de protection des usines) regroupe les gardes de sécurité et les gardiens de nuit des entreprises du Troisième Reich. Il s’agit d’employés civils placés sous l’autorité du bureau central de l’Orpo. Ses membres sont généralement vêtus d’uniformes paramilitaires, provenant des surplus de l’Allgemeine SS, des vestes grises ou noires arborant un insigne de l’Orpo.

## Les bataillons de police
De 1939 à 1945, l’Ordnungspolizei dispose également d’unités militarisées, constituées à partir des effectifs de police non mobilisés pour le service actif au front. Les premières de ces unités sont les bataillons de police destinés au maintien de l’ordre dans les territoires occupés et à la lutte contre les partisans. Ils sont placés sous les ordres des Chefs supérieurs de la SS et de la Police Höheren SS und Polizeiführer (HSSPF) et assurent notamment le maintien de l’ordre en patrouillant dans les ghettos juifs de Pologne et de Russie. Les bataillons de police fournissent également une partie du personnel des Einsatzgruppen, en fonction des besoins. En 1942, ces bataillons sont regroupés au sein de 28 régiments de police dont beaucoup combattent sur le front de l’Est lors de la retraite de l’armée allemande.
Dès l'invasion de l'Union soviétique en juin 1941, les unités de l'Ordnungspolizei participèrent activement aux côtés des Waffen-SS et des Einsatzgruppen au massacre généralisé de Juifs. Ils sont directement responsables aux côtés du Sonderkommando 4a du massacre de Babi Yar où 33 000 Juifs furent assassinés. Christopher Browning a consacré le livre Des hommes ordinaires au comportement criminel du 101e bataillon de réserve en Pologne, à partir du massacre de Josefow le 13 juillet 1942.
À l'automne 1941, Kurt Daluege se voit investir d'une nouvelle mission dans le cadre de la Solution finale : la garde des trains de déportés en route vers l'est. D'emblée, Heydrich se met d'accord avec Kurt Daluege sur la division du travail : la police de celui-ci gardera les transports organisés par la police de celui-là. En règle générale, l'Ordnungspolizei fournira un officier et quinze hommes pour chaque transport.

## L'Orpo en France

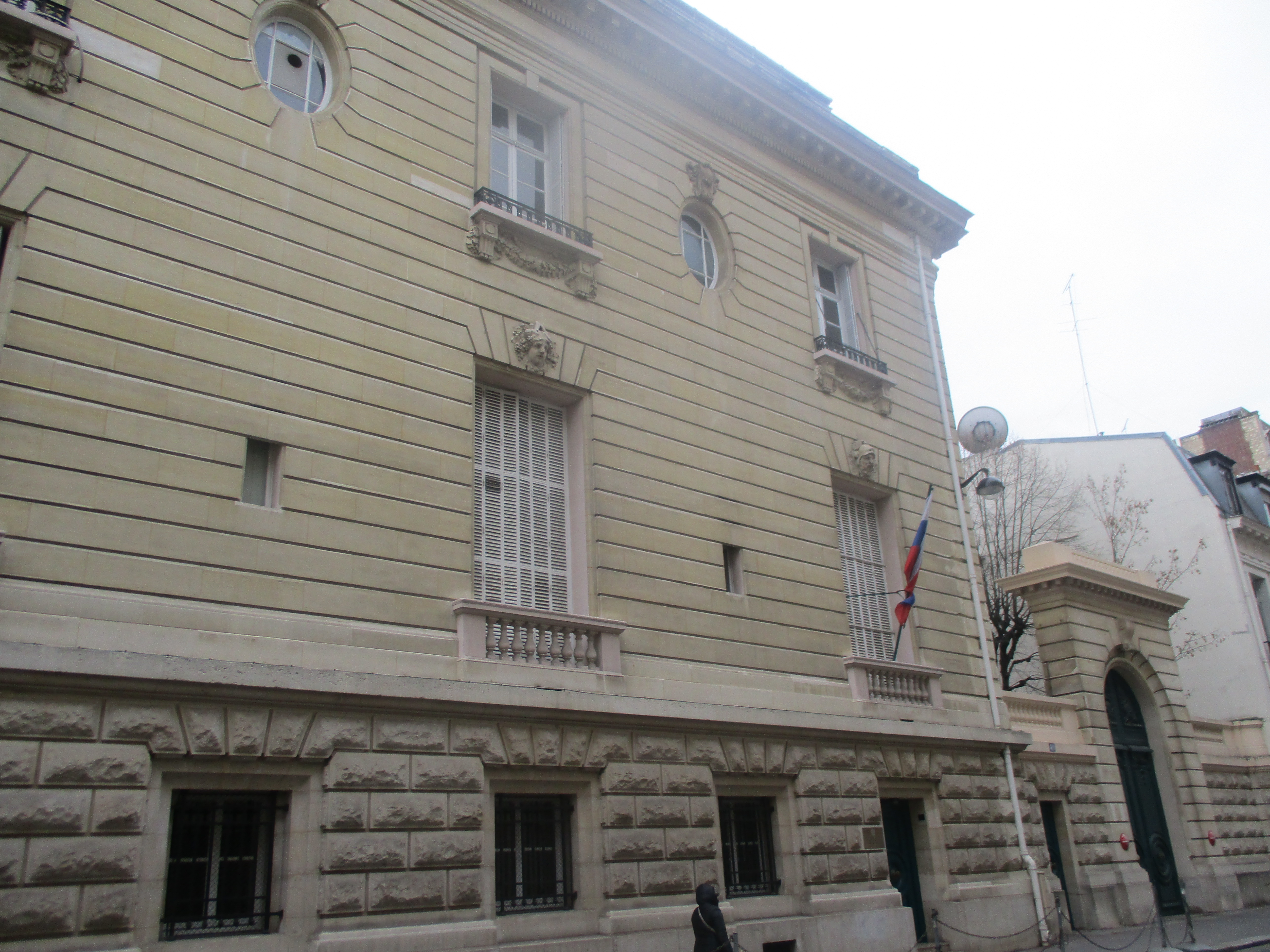
Siège pendant l'Occupation allemande, 49, rue de la Faisanderie.

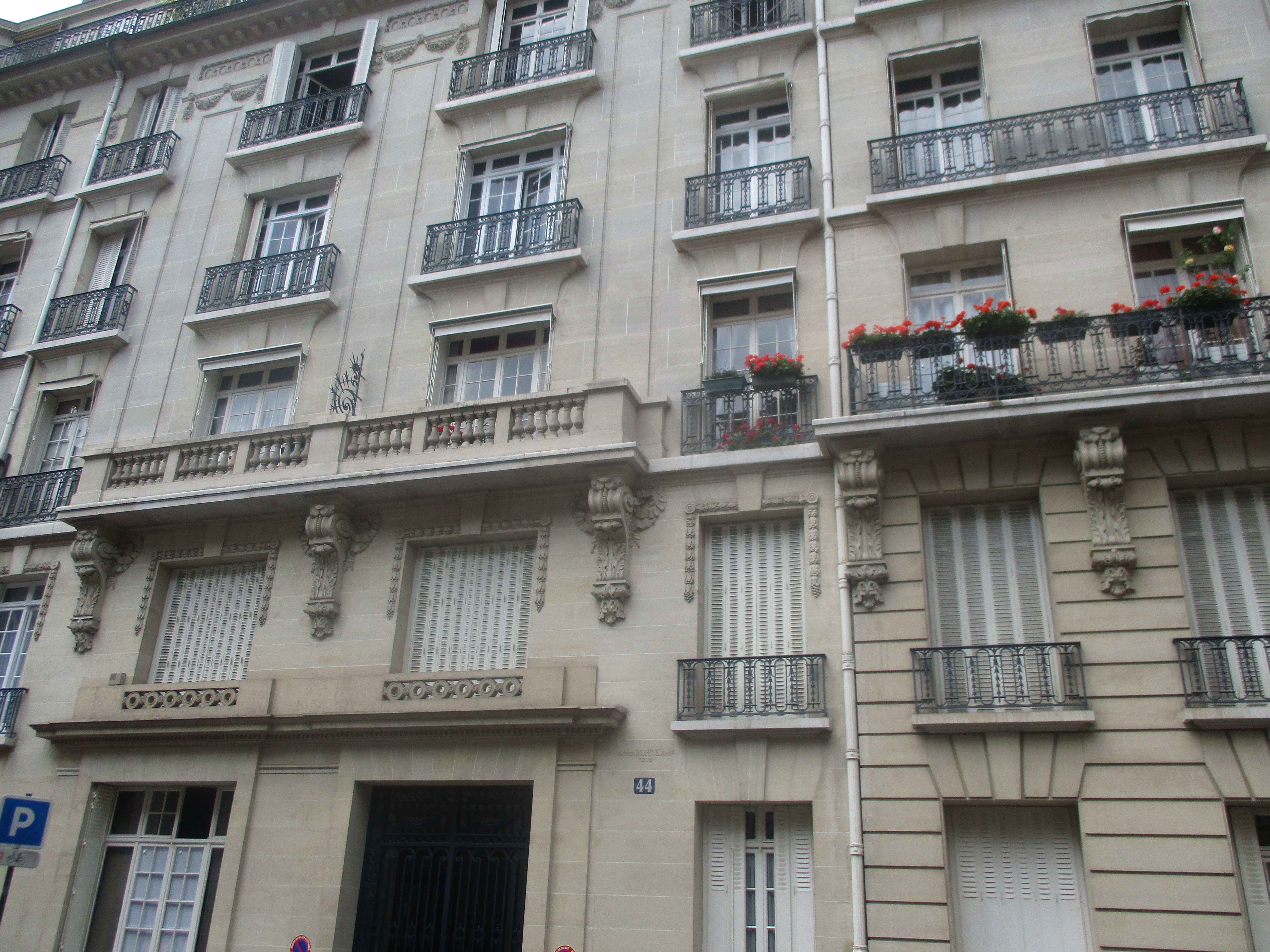
44, rue de la Faisanderie, Paris XVIe.

Sous les ordres de Karl Oberg, l'Orpo est dirigée par le Befehlshaber der Ordnungspolizei (BdO). Il y a eu en France deux BdO successifs : le SS-Standartenführer und Oberst der Schupo Bolko von Schweinichen (1896-?), de mai 1942 à mars 1943, puis le SS-Brigadeführer und Generalmajor der Polizei Paul Scheer (1889-1946), de mars 1943 à juillet 1944. À Paris, l'état-major du BdO est logé aux 44 et 49, rue de la Faisanderie.
Sous les ordres du BdO, se trouvent 11 Kommandeur der Orpo (KdO) en zone occupée (Paris, Saint-Quentin, Châlons-sur-Marne, Nancy, Dijon, Orléans, Poitiers, Bordeaux, Angers, Rennes, Rouen), et 6 KdO en zone Sud (Marseille, Lyon, Toulouse, Clermont-Ferrand, Montpellier, Limoges).
La mission de l'Orpo est de surveiller la police française, la gendarmerie, les pompiers, la police routière, la Garde des communications (chemins de fer). Son rôle sera aussi de participer au maintien de l'ordre et notamment à la lutte contre la Résistance, les maquis et les « bandes de terroristes », ainsi qu'aux déportations des juifs de France. C'est également l'Orpo qui a fourni, à plusieurs reprises, du personnel pour les pelotons d'exécutions d'otages au Mont-Valérien en 1942.
En 1942, l'Orpo totalise en France environ 2 400 hommes, et environ 3 000 hommes en 1943. L'Orpo dispose en France de plusieurs Polizei-Regiment (qui seront rebaptisés SS-Polizei-Regiment en février 1943) :
- Le 4e Polizei-Regiment est déployé en France de juillet 1942 à juin 1943, prenant entre-temps l'appellation de 4e SS-Polizei-Regiment en février 1943. Commandé par l’Oberst Bolko von Schweinichen (également BdO), il compte trois bataillons dont les deux premiers sont stationnés à Paris : son Ier bataillon est l'ancien 316e Polizei-Bataillon, lequel a participé aux massacres de plusieurs milliers de juifs en URSS en 1941-42, dans le cadre de la « Shoah par balles ». Son IIe bataillon est l'ancien 323e Polizei-Bataillon, lequel a participé de juin 1941 à décembre 1941 à la garde du ghetto juif de Kaunas en Lituanie, puis a été engagé contre les parachutistes russes à Orscha en Biélorussie. Son IIIe bataillon est l'ancien 62e Polizei-Bataillon, stationné en Bretagne depuis 1941 et chargé de la protection des chantiers de construction du mur de l'Atlantique par l'organisation Todt. À partir de novembre 1942, l'ex-62e Polizei-Bataillon quitte le 4e Polizei-Regiment. Ce dernier se voit donc doté d'un nouveau IIIe bataillon, à savoir l'ex-63e Polizei-Bataillon. Toutefois, fin 1942-début 1943, ce nouveau IIIe bataillon est à son tour mis à disposition du Polizei-Regiment « Griese » de Marseille, et participera ainsi à la rafle anti-juive de Marseille des 22-23-24 janvier 1943. Le 4e SS-Polizei-Regiment quitte définitivement la France en juin 1943 pour participer à des opérations anti-partisans en Pologne.

- Le Polizei-Regiment « Griese », du nom de son colonel, est un régiment provisoire créé à Marseille peu après l'invasion de la zone libre par les Allemands en novembre 1942. Ce régiment est constitué de trois bataillons : son Ier bataillon est créé à partir du IIIe bataillon (ex-10e Polizei-Bataillon) du 1er Polizei-Regiment, en provenance de Haute-Carniole en Slovénie ; son IIe bataillon est créé à partir du IIIe bataillon (ex-63e Polizei-Bataillon) du 4e Polizei-Regiment de Paris ; son IIIe bataillon est créé à partir du IIIe bataillon (ex-93e Polizei-Bataillon) du 24e Polizei-Regiment en provenance du Gouvernement général de Pologne. Le Polizei-Regiment de Marseille est commandé par l'Oberst der Schutzpolizei Bernhard Griese (1897-1964). Lui et son régiment participent à la rafle anti-juive de Marseille des 22-23-24 janvier 1943. Le Polizei-Regiment « Griese » est finalement dissous au printemps 1943 et la majeure partie de ses effectifs serviront à la constitution fin mars 1943 du 14e SS-Polizei-Regiment de Marseille.
- Le 14e SS-Polizei-Regiment est déployé à partir de mars 1943 dans la région de Marseille. Il rentre à cette époque du front de l'Est où il vient de subir de très lourdes pertes. Ayant eu plus de la moitié de ses effectifs tués ou blessés, le 14e SS-Polizei-Regiment rassemble le reliquat de ses personnels rescapés de Russie au sein du IIe bataillon. Les Ier et IIIe bataillons du 14e SS-Polizei-Regiment sont quant à eux reconstitués à partir du personnel du Polizei-Regiment « Griese » qui vient d'être dissous. Le nouveau régiment ainsi remis sur pied, commandé par l'Oberst Bernhard Griese, stationne dans la région de Marseille jusqu'en juin 1943 avant d'être envoyé en juillet 1943 en Croatie pour combattre les partisans. Il sera remplacé dans le sud de la France par le 28e SS-Polizei-Regiment « Todt ».
- Le 28e Polizei-Regiment « Todt », entièrement restructuré en novembre 1942, comporte à cette date trois bataillons : son Ier bataillon est issu du IIIe bataillon (ex-62e Polizei-Bataillon) du 4e Polizei-Regiment de Paris. Son IIe bataillon est issu du IIIe bataillon (ex-69e Polizei-Bataillon) du 17e Polizei-Regiment stationné en Russie. Son IIIe bataillon est créé avec divers personnels, provenant notamment de la 4e compagnie du IIIe bataillon du 4e Polizei-Regiment, et de la Polizei-Sonder-Kompanie « Todt ». À l'automne 1942, seul le Ier bataillon (ex-62e Polizei-Bataillon) du 28e Polizei-Regiment « Todt » est stationné en France, en Bretagne plus précisément. En revanche, le IIe bataillon est alors à Riga en Lettonie, et le IIIe bataillon à Poltawa en Ukraine. En février 1943, le 28e Polizei-Regiment « Todt » est rebaptisé 28e SS-Polizei-Regiment « Todt », et c'est seulement en août 1943 que le régiment et ses trois bataillons sont redéployés dans le sud de la France en remplacement du 14e SS-Polizei-Regiment. Le régiment, commandé par l'Oberstleutnant Fritz Kosterbeck, participe à partir de l'automne 43 à plusieurs opérations de lutte contre les maquis de la Résistance. C'est par exemple le cas du IIIe bataillon, stationné en Haute-Savoie. Le 25 décembre 1943, la 9e compagnie du IIIe bataillon commandée par le capitaine Lottmann massacre 25 personnes au château d'Habère-Lullin. Le IIIe bataillon sera aussi engagé dans l'opération Caporal, contre les maquis de l'Ain et du Haut-Jura (5-13 février 1944). Le 28e SS-Polizei-Regiment « Todt » quitte définitivement la France en février-mars 1944 pour participer à la lutte anti-partisans en Slovénie. Il sera remplacé dans le sud de la France par le 19e SS-Polizei-Regiment.

- Le 19e SS-Polizei-Regiment est créé en Slovénie en juillet 1942 et il est alors constitué de trois bataillons : son Ier bataillon est créé à partir de l'ex-72e Polizei-Bataillon ; son IIe bataillon est créé à partir de l'ex-171e Polizei-Bataillon ; son IIIe bataillon est créé à partir de l'ex-181e Polizei-Bataillon. Tous ces bataillons ont combattu auparavant contre les partisans yougoslaves. Le 19e SS Polizei-Regiment ainsi constitué poursuit ses opérations en Slovénie contre les partisans jusqu'en mars 1944, date à laquelle il est finalement envoyé en France. Le régiment est commandé par l'Oberstleutnant Hubert Kölblinger et l'état-major régimentaire est stationné à Lyon. Le Ier bataillon est d'abord stationné à Nice avant d'être déployé quelques semaines plus tard dans les Alpes, avec son état-major bataillonnaire à Annecy, sous le commandement du Major Maiwald. Le IIe bataillon est déployé dans le Limousin, avec son état-major bataillonnaire à Limoges, sous le commandement du Major Kaboth. Le IIIe bataillon est déployé dans la vallée du Rhône avec son état-major bataillonnaire à Lyon, sous le commandement de l'Hauptmann Otremba. Le IIIe bataillon participera notamment à la bataille du Mont Mouchet. Le Ier bataillon participera notamment aux opérations militaires contre le maquis des Glières et contre le maquis du Vercors[6]. Le régiment commence à évacuer la France à partir du 17 août 1944. Du 29 août au 4 septembre 1944, 80 prisonniers de guerre allemands, dont plusieurs soldats du 19e SS-Polizei-Regiment, sont fusillés par les résistants français à Vieugy et Habère-Lullin. Les restes du régiment combattent en Alsace dans la région de Colmar contre l'avancée alliée en octobre 1944, puis retournent en Slovénie à partir de décembre 1944 où le régiment combat de nouveau les partisans yougoslaves jusqu'à la capitulation.

## Les divisions de police de la Waffen-SS
La première unité militaire de l’Ordnungspolizei est la 4e division de panzergrenadiers de la Waffen-SS, la division SS Polizei. Créée le 3 octobre 1939, comme une division d'infanterie, elle participe à la campagne de France comme unité de réserve et connaît quelques brefs engagements en Argonne et dans le secteur de Langres. De 1941 à 1943, elle est engagée dans les combats sur le secteur Nord du front de l'Est, en particulier dans le cadre du siège de Léningrad : Louga, Leningrad, Lac Ladoga, Krasny Bor.
En octobre 1941, elle participe à la prise de Louga et, en mars 1942, elle contribue à l'encerclement et à l'anéantissement de la 2e armée soviétique du Général Vlassov et repousse les Russes lors de la bataille de Krasny Bor. Elle est retirée du front après de durs combats défensifs au sud du lac Ladoga. Reconstituée en division de Panzergrenadier, ses effectifs sont éclatés, un groupe de combat est engagé jusqu'en mai 1944 dans le secteur de Leningrad, cependant que l'essentiel de l'unité est transféré en Grèce où il participe à la lutte contre les partisans.
Elle est notamment responsable de l'assassinat de 223 civils à Klissura et de 300 à Dístomo, entre les mois d'avril et juin 1944.
À partir d'octobre 1944, elle repart pour le front avec le Groupe d'Armée « Sud Ukraine », en Roumanie puis en Hongrie, et retraite vers la Slovaquie avec la 8e Armée Allemande en janvier 1945. Transférée en Poméranie en janvier 1945, elle y subit de lourdes pertes. Encerclée à Danzig, elle est évacuée par la mer vers l'ouest en avril 1945 où ses derniers éléments sont capturés par les troupes U.S.
La Polizeidivision, en dépit de ses 18 chevaliers de la Croix de fer, n'a jamais été considérée comme une unité d'élite de la Waffen SS. Forte de trois régiments de police et d'un régiment d'artillerie, elle est utilisée pour permettre la rotation des membres de l’Ordnungspolizei entre fonctions de police et opérations militaires.
En février 1945, une éphémère division de police est formée à partir du personnel du bataillon d'instruction de la Police de Dresde-Hellerau : la 35. SS-Grenadier-Division « Polizei II ». Engagés à l'est de Berlin, des éléments constitués en Kampfgruppe (groupe de combat) sont quasi anéantis dans les combats de la poche de Halbe. Le reste de l'unité est capturé par les Russes.

## Orpo et SS
L’Ordnungspolizei ne fait pas à proprement parler partie de la SS et elle maintient son propre système d’insignes et de grades. Tout policier peut cependant aussi être membre de la SS, mais la structure ne l’impose pas. Les officiers supérieurs de police, également membres de la SS, sont durant la guerre systématiquement désignés par leurs deux grades : par exemple un Generalleutnant de police, également membre de la SS, est désigné par la formule « SS-Gruppenführer und Generalleutnant der Polizei ». De plus, les officiers supérieurs de l’Orpo qui accomplissent les tâches de Höhere SS- und Polizeiführer (HSSPf) obtiennent un rang équivalent dans la Waffen-SS à partir d’août 1944, quand Heinrich Himmler est nommé Chef des Ersatzheeres (chef de « l’armée de terre réserve », à la suite de Friedrich Fromm compromis dans le complot du 20 juillet 1944) ; en tant que HSSPf, ils ont alors autorité sur les divers camps de prisonniers situés dans leur territoire.
L’objectif final de Himmler était de dissoudre l’Orpo pour la remplacer par un corps de protection de l’État, le Staatsschutzkorps, uniquement constitué d’unités de la SS. Pour Himmler, le maintien de l’ordre au niveau local devait à l’avenir être assuré par des unités de l’Allgemeine-SS, la Waffen-SS s’occupant de la sécurité du territoire et de la police politique. Connus des principaux officiers de l’Orpo, ces plans suscitèrent une forte opposition.

## L'héritage de l'Orpo
À la fin de la Seconde Guerre mondiale, l’Ordnungspolizei cesse d’exister, mais nombre de ses membres poursuivent leurs tâches normalement, assurant notamment les services de police pour les troupes d’occupation alliées. Les traditions de l’Orpo se sont perpétuées en Allemagne de l’Est, qui avait conservé une force de police de l’État, la Volkspolizei, dont la structure était calquée sur celle de l’Orpo. En Allemagne de l'Ouest, la police a été décentralisée dans les États fédéraux (les Länder), qui disposent de leurs propres forces de police, les Landespolizei, structures qui sont toujours d’actualité dans l’Allemagne réunifiée. Dans de nombreuses Landespolizei, les règlements, les procédures, et même certains uniformes et insignes trouvent leur origine dans ceux de l’Ordnungspolizei et même dans ceux de la police de la république de Weimar.